# Camgirl
La camgirl è una donna che si esibisce in spettacoli erotici o pornografici raggiungendo i propri clienti attraverso una webcam collegata a Internet. Quando a esibirsi in questo modo è un uomo si usa invece il termine camboy.

## Descrizione
Le camgirl possono essere delle pornostar di professione, ma più comunemente si tratta di studentesse o casalinghe (o ragazze che hanno un lavoro e lo fanno per arrotondare oppure che il lavoro non lo hanno) che dedicano un'apposita fascia oraria a questa attività in cerca di un facile guadagno. Possono essere contattate tramite siti Internet specializzati nell'offrire questo genere di intrattenimento; le forme di pagamento sono variabili e possono consistere in una tariffazione oraria, in ricariche di conti online, oppure possono consistere nell'acquisto di specifici "regali" richiesti dalla camgirl in questione. Una fonte di guadagno può anche derivare dal traffico pubblicitario generato dal sito Internet, il quale richiede da parte sua un contributo monetario alla camgirl.
Una sentenza della Corte di cassazione del 2010 ha equiparato l'attività delle camgirl a quella delle prostitute, sostenendo che anche in assenza del contatto fisico basta l'interazione con il cliente e il ricevimento di una somma di denaro.